# Pribislav II
Pribislav II (mort après le 21 juin 1316) est un prince de  Parchim-Richenberg, lignée de la Maison de  Mecklembourg. Il fut
seigneur de Białogard de 1270 jusqu'à sa mort.

## Biographie
Son père Pribislav Ier, avait perdu le contrôle de Parchim-Richenberg, mais il demeure seigneur de Białogard. Sa mère est une fille anonyme de Richard de Friesack.
Il épouse vers 1269, Catherine (morte après le 1er janvier 1312), fille de  Mestwin II et de Jutte de Brehna. Ils ont un enfant:
- Mestwin, qui meurt après le 1er janvier 1312, avant son père.

Quand son père meurt vers 1276, Pribislas II hérite de la seigneurie de  Białogard qui est à l'origine un fief du 
duché de Poméranie. Après la paix de Vierraden, les  Margraves de Brandebourg deviennent les seigneurs liges de Białogard, comme des seigneuries de Daber et de Welschenburg, qui avaient également été inféodées à  Pribislaw II. Cependant en  1288 le duc Bogusław IV de Poméranie occupe ces territoires.
En 1289 Pribislaw II fait une donation de 200 hides de terre à l'abbaye de Bukow. En 1312, il hypothèque le lac de Malsche près de Starogard Gdański à l'ordre Teutonique. En 1313, il combat lors de la bataille de Stralsund. Pribislaw II meurt en 1316. À sa mort la famille de  Parchim-Richenberg de la maison de Mecklembourg s’éteint en ligne masculine.

## Sources
- (de) Helge bei der Wieden, « Mecklenburg, Dynastengeschlecht. », dans Neue Deutsche Biographie (NDB), vol. 16, Berlin, Duncker & Humblot, 1990, p. 589–594 (original numérisé).
- (de) Friedrich Wigger: Stammtafeln des Großherzoglichen Hauses von Meklenburg, in: Jahrbücher des Vereins für Mecklenburgische Geschichte und Altertumskunde, vol. 50, 1885, p. 268–275, Online